# Felix Pirani
Felix Arnold Edward Pirani (Inglaterra, 2 de fevereiro de 1928 - Londres, Inglaterra, 31 de dezembro de 2015) foi um físico teórico britânico e professor do King's College London, especializado em física gravitacional e relatividade geral. Pirani e Hermann Bondi escreveram uma série de artigos (1959 a 1989) que estabeleceram a existência de soluções de ondas planas para ondas gravitacionais baseadas na relatividade geral.
Durante a última metade do século XX, Pirani foi politicamente ativo, estudou o desarmamento e defendeu o uso responsável da ciência.
Seus resultados científicos mais famosos incluem trabalhos sobre o significado físico do tensor de curvatura, ondas gravitacionais e a classificação algébrica do tensor de Weyl, que ele descobriu em 1957 independentemente de A. Z. Petrov e às vezes é chamado de classificação Petrov-Pirani.[carece de fontes?]

## Livros populares
Em 1960 Pirani revisou o livro de audiência geral "O ABC da Relatividade", originalmente escrito por Bertrand Russell em 1925. Ele continuou as revisões até 2002. Na década de 1990 ele começou a escrever livros voltados para o público em geral, por exemplo, "Introducing the Universe".